# Dāvis Geks
Dāvis Geks (Bauska, 7 marzo 1995) è un cestista lettone.

## Palmarès
- Campionato lettone: 2

VEF Rīga: 2011-2012, 2012-2013
- Campionato islandese: 1

Tindastoll: 2022-23